# Dixonius taoi
Espèce
Dixonius taoi est une espèce de geckos de la famille des Gekkonidae.

## Répartition
Cette espèce est endémique de l'île de Phú Quý, dans la province de Bình Thuận au Viêt Nam.

## Étymologie
Cette espèce est nommée en l'honneur de Nguyen Thien Tao.

## Publication originale
- Botov, Phung, Nguyen, Bauer, Brennan & Ziegler, 2015 : A new species of Dixonius (Squamata: Gekkonidae) from Phu Quy Island, VietnamZootaxa, no 4040 (1), p. 48–58.